# Микільське (Бериславський район)
Микі́льське — село в Україні, у Кочубеївській сільській територіальній громаді Бериславського району Херсонської області. Населення становить 161 особу.

## Історія
12 червня 2020 року, відповідно до Розпорядження Кабінету Міністрів України від № 726-р «Про визначення адміністративних центрів та затвердження територій територіальних громад Херсонської області», увійшло до складу Кочубеївської сільської громади.
19 липня 2020 року, в результаті адміністративно-територіальної реформи та ліквідації   Високопільського району.увійшло до складу Бериславського району.

## Населення
Згідно з переписом УРСР 1989 року чисельність наявного населення села становила 129 осіб, з яких 56 чоловіків та 73 жінки.
За переписом населення України 2001 року в селі мешкала 161 особа.

### Мовний склад
Рідна мова населення за даними перепису 2001 року:
| Мова       | Чисельність, осіб | Доля     |
| ---------- | ----------------- | -------- |
| Українська | 156               | 96,89 %  |
| Російська  | 5                 | 3,11 %   |
| Разом      | 161               | 100,00 % |